# Mien van Itallie-van Embden
Hendrika Wilhelmina Bernardina (Mien) van Itallie-van Embden (Den Haag, 22 oktober 1870 – Trogen (Zwitserland), 6 september 1959) was een Nederlandse juriste en politica. Als feminist en pacifist was ze onder andere betrokken bij de Vereeniging voor Vrouwenkiesrecht en de vredesbeweging.

## Familie
Van Itallie was van joodse afkomst, ze was een dochter van Arnold Moritz van Embden, ijzerhandelaar en winkelier, en Louisa Frederika Wilhelmina Leon. Ze was een halfzus van Eerste Kamerlid David van Embden. Ze trouwde in 1894 met dr. Leopold van Itallie, hoogleraar toxicologie aan de Universiteit Leiden (1907-1936). Uit dit huwelijk werden twee kinderen geboren. Tijdens de Tweede Wereldoorlog hebben zij en haar man in diverse concentratiekampen gezeten en waren haar kinderen ondergedoken bij de ouders van André van der Louw.

## Levensloop en loopbaan
Van Itallie behaalde de L.O.-acte muziek (piano) en studeerde letteren aan de Leidse Universiteit, maar rondde de studie niet af. Ze was enige tijd werkzaam in het onderwijs.
Ze zette zich gedurende haar leven in voor vrouwenemancipatie en was betrokken bij verschillende verenigingen. Zo was ze tussen 1910 en 1914 voorzitter van de Vereniging van Onderlinge Vrouwenbescherming en was ze bestuurslid van de Vereeniging voor Vrouwenkiesrecht waar ze reeds sinds 1900 lid van was. Ze rapporteerde voor de Vereeniging en bepleitte het vrouwenkiesrecht in stukken als “Heeft de gehuwde vrouw het kiesrecht noodig?” (1915). Ook schreef ze de tekst van het vereniginslied "Oproep". Ze bleef werkzaam voor deze vereniging, inmiddels hernoemd tot de Vereniging van Staatsburgeressen, tot 1941 toen het Joden verboden werd lid te zijn van verenigingen. Ze was betrokken bij de Nationale Vrouwenraad als bestuurslid (1913) en vicepresident (1916-1917). Tot 1940 diende zij als delegaat van de raad naar de Internationale Vrouwenraad.
Van Itallie was pacifistisch en zette zich in voor de Internationale Vrouwenbond voor Vrede en Vrijheid (vanaf 1915). Tevens was ze bestuurslid van de Vereniging voor Volkerenbond en Vrede.
Vanaf de jaren twintig was ze medewerkster van de Haagsche Post en Nieuwe Rotterdamsche Courant en interviewde bekende Nederlanders als Pieter Cort van der Linden, Louis Couperus, Heike Kamerlingh Onnes en Aletta Jacobs; deze portretten verschenen in twee bundels Sprekende portretten, in 1924 en 1928.
Van Itallie was ook politiek actief. Ze was lid van de Vrijzinnig-Democratische Bond en was diverse malen lid van het partijbestuur. Ze werd verkozen tot gemeenteraadslid in Leiden (1921-1927) en lid van de Provinciale Staten van Zuid-Holland (1926-1927). Van 18 september 1928 tot 9 mei 1933 was ze lid van de Tweede Kamer der Staten-Generaal. In 1946 sloot ze zich aan bij de Partij van de Arbeid.
In 1950 werd Van Itallie benoemd tot Officier in de Orde van Oranje-Nassau.
Ze overleed in 1959 op 88-jarige leeftijd te Trogen, Zwitserland.

## Publicaties over Itallie-van Embden
- A.P.W. van Steen: Van liefdadigheid naar abortusstrijd. Leidse vrouwen en de Nederlandse vrouwenbeweging van 1860 tot 1990. Leiden, Universiteit Leiden, 2023. (Proefschrift)